# Department of Agriculture, Water and the Environment
Das Department of Agriculture, Water and the Environment (DAWE) ist ein Ministerium der australischen Regierung. Andrew Metcalfe leitet das Ministerium als Secretary neben fünf (stellvertretenden) Ministern.

## Geschichte
Das Department wurde am 1. Februar 2020 aus der Zusammenlegung folgender Ministerien gegründet:
- Department of Agriculture
- Department of the Environment and Energy (Environment portfolio)[2]

## Vorgängerministerien
- Department of the Environment, Water, Heritage and the Arts (DEWHA; Ministerium für Umwelt, Wasser, Denkmalschutz und für die Künste)
- Department of Sustainability, Environment, Water, Population and Communities (DSEWPaC; deutsch: Ministerium für Nachhaltigkeit, Umwelt, Wasser, Bevölkerung und Gemeinschaftswesen)

Das DSEWPaC bestand vom 14. September 2010 bis zum 19. Juli 2016 und hatte die Aufgabe, eine nationale Politik und Gesetzesvorschläge zum Umwelt- und Denkmalschutz zu entwickeln. Darüber hinaus war es mit der meteorologischen Beobachtung und Wettervorhersage sowie in der Interessenwahrung der australischen Gebiete in der Antarktis, des Australian Antarctic Territory befasst. Es administriert auch das Gebiet der Coral Sea Islands, Heard und McDonaldinseln, Norfolk Island und Christmas Island.
Dem Ministerium unterstand das Bureau of Meteorology, der Director of National Parks, das Great Barrier Reef Marine Park Authority, National Water Commission und die Murray-Darling Basin Authority. Behörden dieses Ministeriums sind Australian Antarctic Division, Supervising Scientist Division, Heritage Division, Parks Australia, Policy and Communications, Australian Wildlife, Sydney Harbour Federation Trust, Australian Land and Coasts und weitere Behörden und Agenturen.
Es war für den Natural Heritage Trust und den National Action Plan for Salinity and Water Quality in Zusammenarbeit mit dem Department of Agriculture, Fisheries and Forestry zuständig.

## Organisation
Das DAWE teilt seine verschiedenen Aufgaben nach Themenschwerpunkten in sieben Gruppen ein:
- Gruppe für Agrarpolitik, Forschung & Portfolio-Strategie
- Gruppe für Agrarhandel
- Gruppe für Wasser, Klimaanpassung, Naturkatastrophen und die Antarktis
- Gruppe für Umwelt und Kulturerbe
- Gruppe für (weitreichende) Umweltreformen
- Gruppe für biologische Sicherheit und Einhaltung geltender Vorschriften
- Gruppe für Basisdienste (Verwaltung, IT-Infrastruktur im Ministerium etc.)